# Jotvingové
Jotvingové, Jatvingové, Jatvěgové, Jačvingové nebo Jatvězi či Súduvé (litevsky Jotvingiai nebo Sūduviai; lotyšsky Jātvingi; polsky Jaćwingowie; bělorusky Яцвягі, Jacvjahi; německy Sudauer) byl baltský kmen, který měl ve 13. století blízké vazby s Litevci a Prusy.
Příslušníci tohoto národa mluvili jotvingštinou (někdy také súduvština), mrtvým západobaltským jazykem z indoevropské jazykové rodiny, který měl velmi blízko k pruštině. Poslední záznamy o kmeni Jotvingů pochází z 19. století, kdy byl tento kmen podmaněn a částečně vyhlazen Germány a užívání jejich jazyka bylo zakázáno.
Národ Jotvingů žil v zemích Súduva (lit. Suvalkija) a Dainava (Dzūkija), které ležely kolem středního toku Němenu. Dnes tato oblast odpovídá většině území Podleského vojvodství v Polsku a částem Litvy a Hrodenské oblasti v Bělorusku.